# Suore missionarie catechiste di Cristo Re
Le Suore Missionarie Catechiste di Cristo Re (in spagnolo Hermanas Misioneras Catequistas de Cristo Rey; sigla H.M.C.R.) sono un istituto religioso femminile di diritto pontificio.

## Storia
La congregazione fu fondata nel 1895 a Tucumán da Mercedes del Carmen Pacheco.
Agustín Barrere, vescovo di Tucumán, eresse canonicamente le suore in congregazione religiosa di diritto diocesano il 28 agosto 1942 e il 30 novembre successivo ne approvò le costituzioni.

## Attività e diffusione
Le suore si dedicano all'insegnamento della dottrina cristiana.
Oltre che in Argentina, si trovano in Paraguay e Uruguay; la sede generalizia è a Buenos Aires.
Alla fine del 2015 l'istituto contava 43 religiose in 21 case.